# Sacarovca, Sîngerei
Sacarovca este un sat din cadrul comunei Drăgănești din raionul Sîngerei, Republica Moldova.